# Francesco Traniello
Francesco Traniello (Milano, 6 aprile 1936) è uno storico italiano.

## Biografia
Laureato all’Università di Pisa quale allievo della Scuola Normale Superiore, ha insegnato discipline storiche all’Università Cattolica di Milano	e all'Università di Torino.	I suoi studi si sono incentrati sulla storia culturale e politica del cattolicesimo italiano tra 800 e 900.	Ha fondato e diretto la rivista "Contemporanea".

## Opere principali
- Società religiosa e società politica in Antonio Rosmini, Bologna, Il mulino, 1964
- Città	dell’uomo. Cattolici, partito e	Stato nella	storia d’Italia, Bologna, Il mulino, 1990
- Cultura cattolica e vita	religiosa tra Ottocento	e Novecento, Brescia,	Morcelliana, 1991
- Stato e Chiesa in Italia. Le	radici di una svolta, Bologna, Il mulino, 2009
- Il Risorgimento disputato, intervista a cura di M. Margotti, Brescia, La Scuola, 2011
- Katholizismus und politische Kultur in Italien, Münster, Aschendorff Verlag, 2016